# Seven Mile (Arizona)
Seven Mile statisztikai település az USA Arizona államában, Navajo megyében. Lakosainak száma 742 fő (2020. április 1.).

## Népesség
A település népességének változása:

| 2010 | 707 |
| 2020 | 742 |